# Covens & Mortier

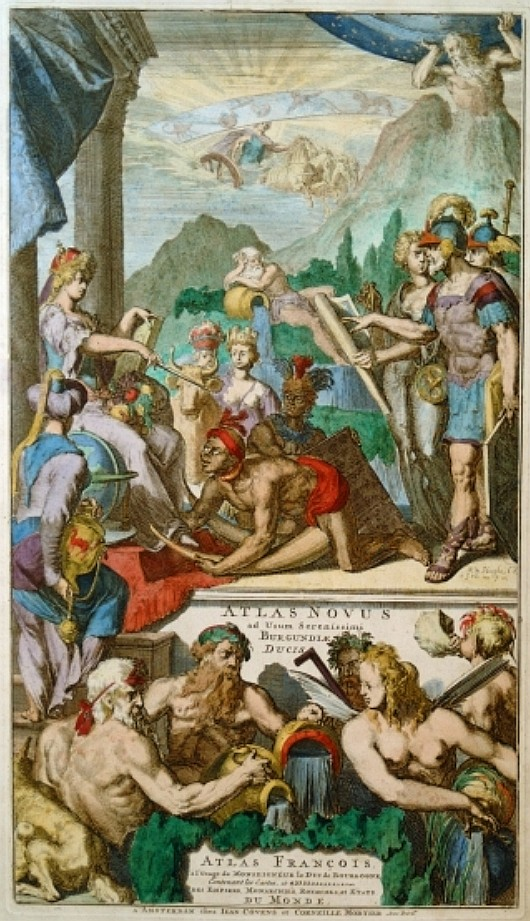
Page de couverture de l'Atlas Novus de 1730 par Covens & Mortier.

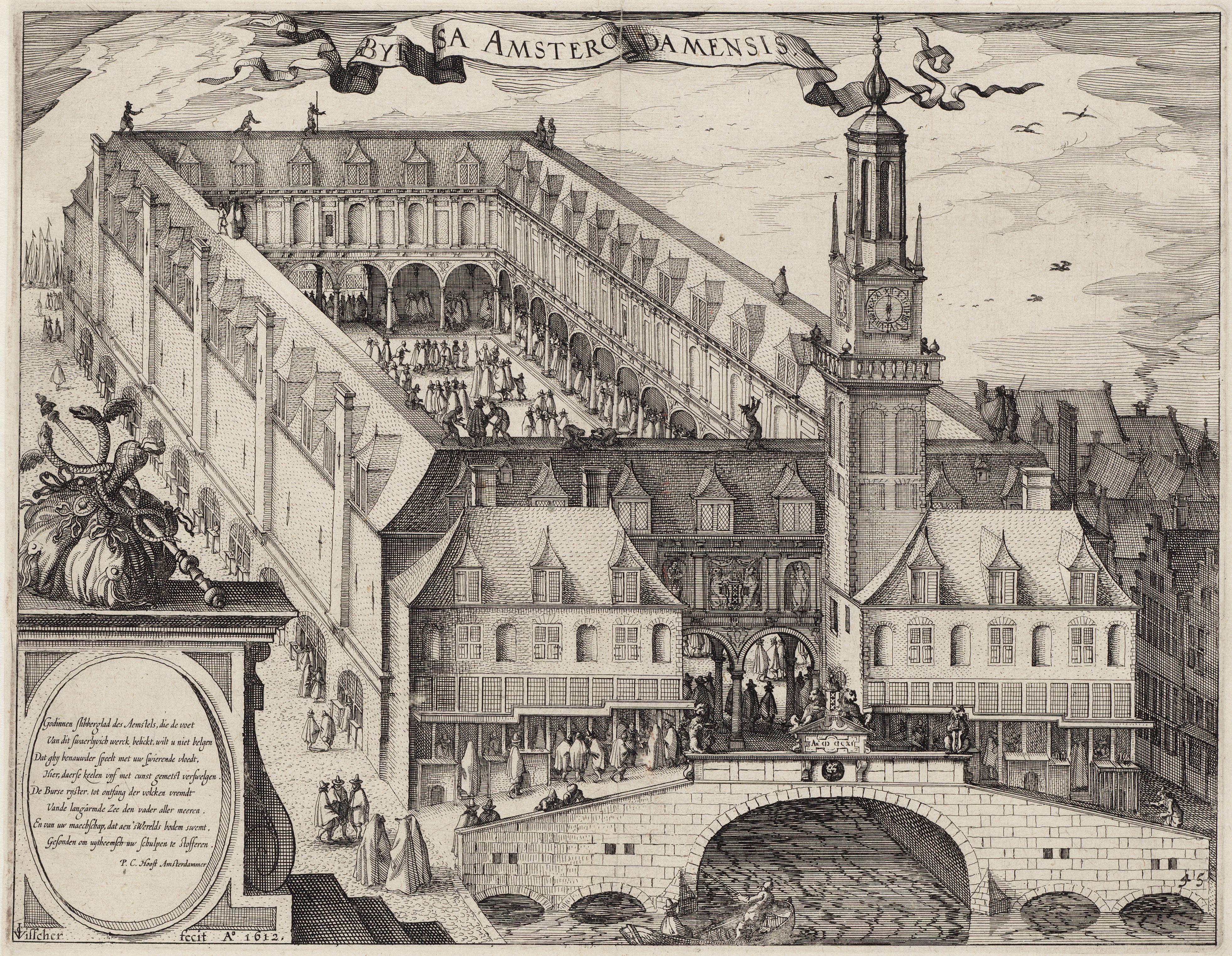
La Bourse du maître d'œuvre d'Amsterdam Hendrick de Keyser.

Covens & Mortier (1721-1866) était une maison d'édition de cartes du XVIIIe siècle. L'entreprise fut créée par Johannes Covens I (1697-1774) et Cornelis Mortier (1699-1783) et était située au Vijgendam à Amsterdam.

## Histoire
La collaboration entre les deux hommes a commencé après la mort de Pieter Mortier (1661-1711), fils d'un réfugié politique français. Pieter (Petrus) Mortier obtint en 1690 le privilège de la distribution aux Pays-Bas de cartes et d'atlas d'éditeurs français. Sa veuve continua les affaires jusqu'à sa mort en 1719. Son fils Cornelis reprit la direction des affaires, sous le nom de son père, pendant quelques années.
Le 20 novembre 1721 Cornelis Mortier créa une société avec Johannes Covens I. Celui-ci s'était marié durant la même année avec la sœur de Cornelis. À dater de cette année, la société s'appela porta plusieurs noms.

### Covens & Mortier
Durant les 140 années qui suivirent, la société connut une expansion énorme. En 1732, les héritiers de Pieter Mortier vendirent la parcelle située près de la Bourse de Hendrick de Keyser à leur frère Cornelis et à son compagnon Covens. Leurs principaux concurrents furent Reinier & Josua Ottens et la société Gerard Valck & Petrus Schenck.
Après le décès de Johannes Covens I (1774) son fils Johannes Covens II (1722-1794) rejoignit la société. À partir de 1778 la société changea de nom :

### J. Covens & Zoon (J. Covens & Fils)
Le successeur de Johannes Covens II fut son fils Cornelis Covens (1764-1825), qui à son tour amena Petrus Mortier IV, l'arrière-petit-fils de Petrus Mortier I, dans la société. De 1794 à 1866, le nom de la société fut :

### Mortier, Covens & Zoon (Mortier, Covens & Fils)
Le dernier Covens de la série fut Cornelis Jo(h)annes Covens (1806-1880).

## Réserves
Covens & Mortier disposait d'une importante réserve d'atlas et de cartes, parmi lesquels ceux de :
- Guillaume Delisle
- Jaillot
- Johannes Janssonius
- Nicolas Sanson
- Claes Jansz Visscher
- Nicolas Visscher
- Frederik de Wit.

Un nombre important d'atlas sortit des presses durant des dizaines d'années. Vers 1725 parut chez Covens & Mortier une réédition de l'atlas du monde Atlas Major de Frederik de Wit. Les associés de Covens & Mortier possédaient les plaques de cuivre originales de cet atlas.
En 1730 Pieter van der Aa vendit ses gravures à Covens & Mortier. Le nom de cet auteur fut effacé lors d'une seconde édition. De Allard parut un atlas de 56 cartes. Entre 1730 et 1774, et même plus tard, parurent de nombreuses éditions de l'Atlas Nouveau de Guillaume Delisle, au début avec 43 cartes et progressant jusqu'à 138 cartes vers 1775. La société utilisa pour ce faire des nouvelles plaques de cuivre. 
Vers 1740 parurent une série d'atlas de poche de différents pays, mentionnés comme très commode pour les Voyageurs. Un atlas de cette série était celui de Sanson Dix-Sept Provinces.
Pour les militaires, un Atlas ou sélection de cartes pour le confort des officiers à emporter en poche a également été publié.
Les grands atlas étaient fréquemment composés sur demande. Ils comprenaient relativement peu de cartes dont Covens & Mortier étaient les propres auteurs. Dans un exemplaire de 742 cartes, seules 63 cartes étaient de leur composition et dans un autre exemplaire comptant 352 cartes, seules 6 cartes étaient des compositions de Covens & Mortier.
Des exemples d'éditions originales propres sont : De Heerlijkheid van Castricum de 1737 et la Nieuwe Kaart van Loenen de la même année.
Des atlas des villes furent à nouveau édités. Parmi lesquels le remarquable Atlas des grandes villes d'Europe qui comprenait 439 cartes. Un atlas parut également de 298 plans et fortifications, ainsi qu'un atlas reprenant 90 cartes en petit format.
Un catalogue de la société datant de 1737, conservé dans la bibliothèque Herzog August de Wolfenbüttel, mentionne 59 cartes murales de notamment Blaeu, de Wit et Visscher.
La maison d'édition possédait la plus grande collection d'œuvres graphiques ayant jamais existé à Amsterdam.

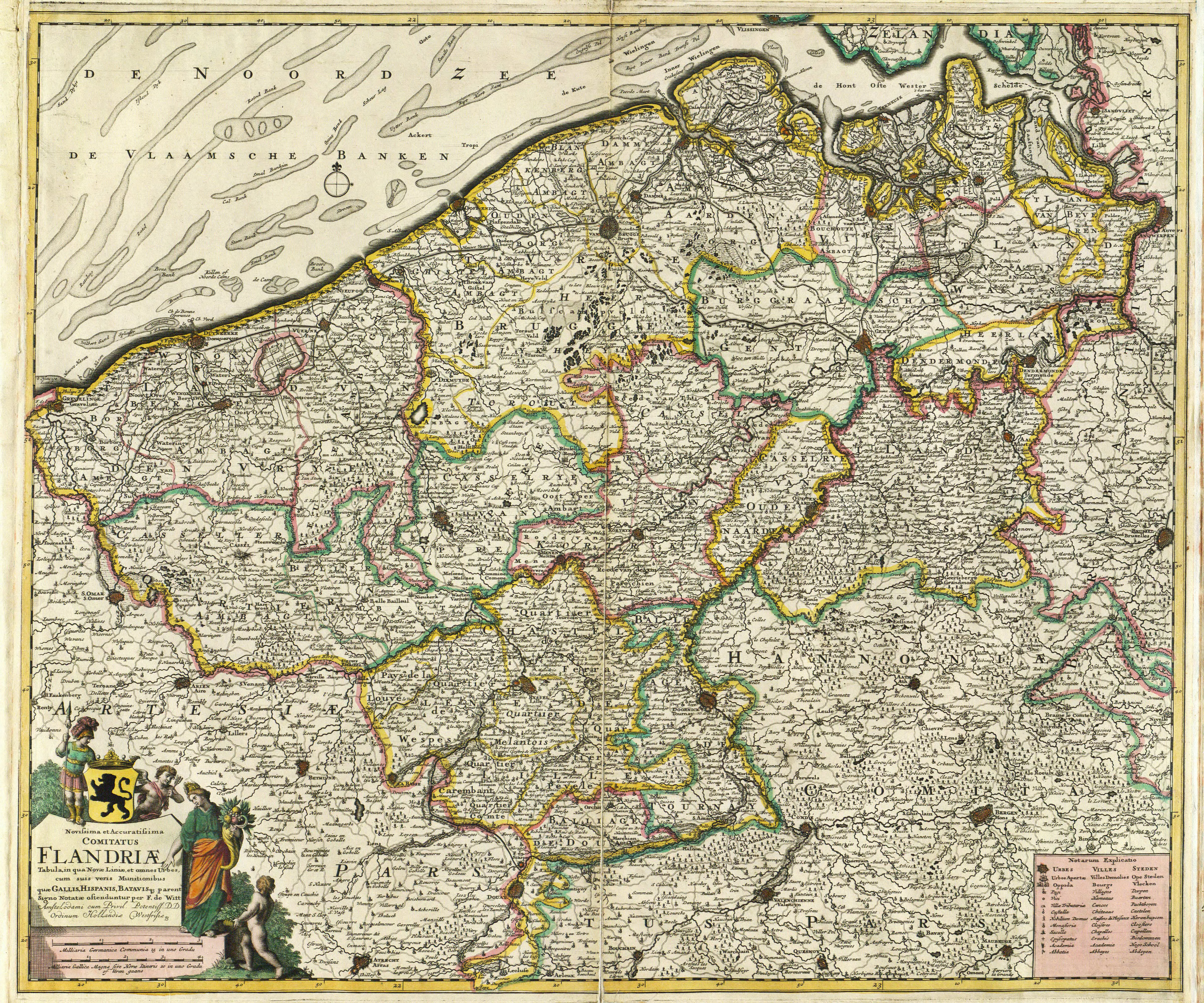
Frederik de Wit, Flandriæ, 1680
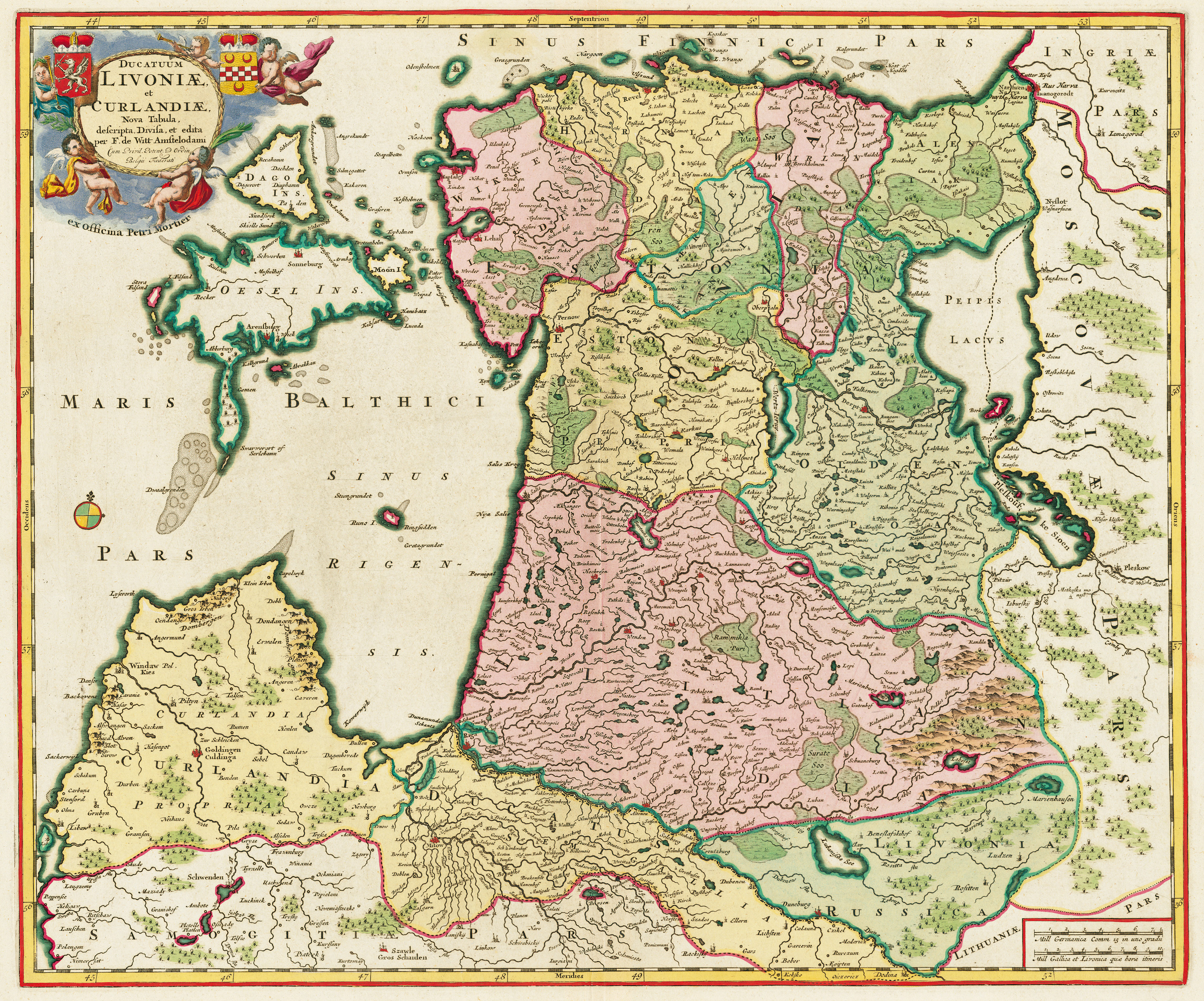
Frederik de Wit / Pieter Mortier, Livoniæ, 1706
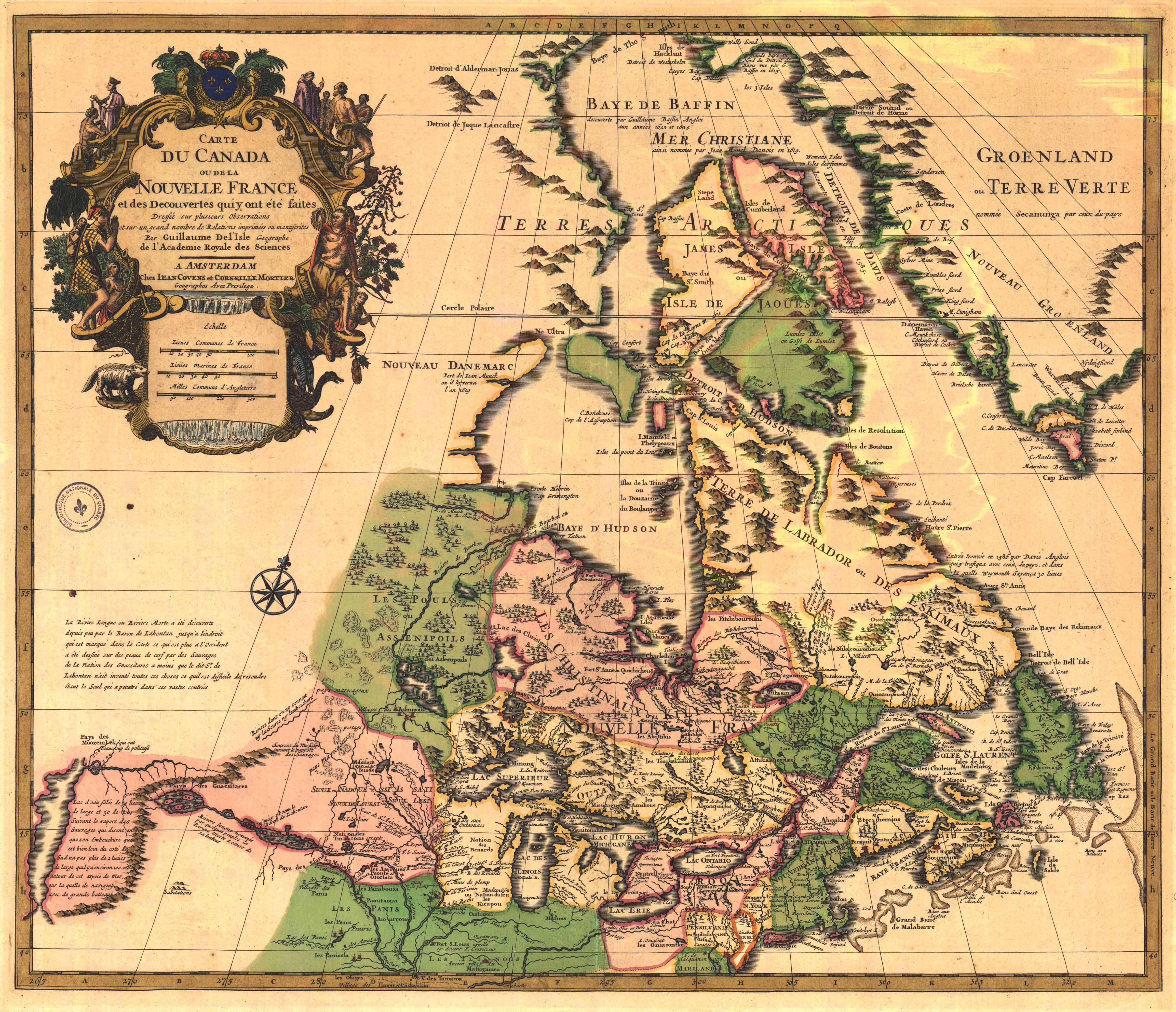
Delisle, Covens & Mortier, Canada, 1730
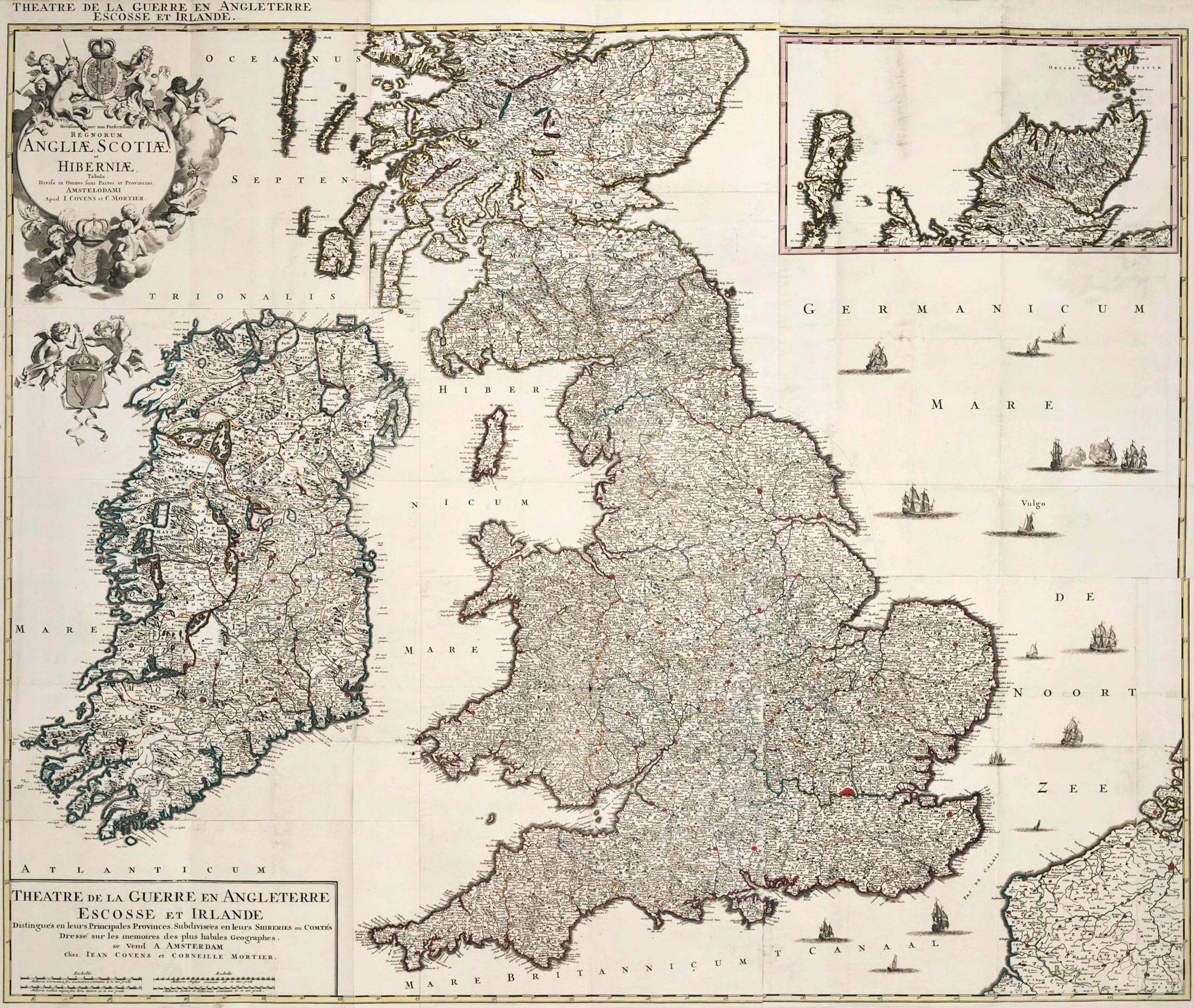
Covens & Mortier, Regnum Angliæ Scotiæ et Hiberniæ, 1730
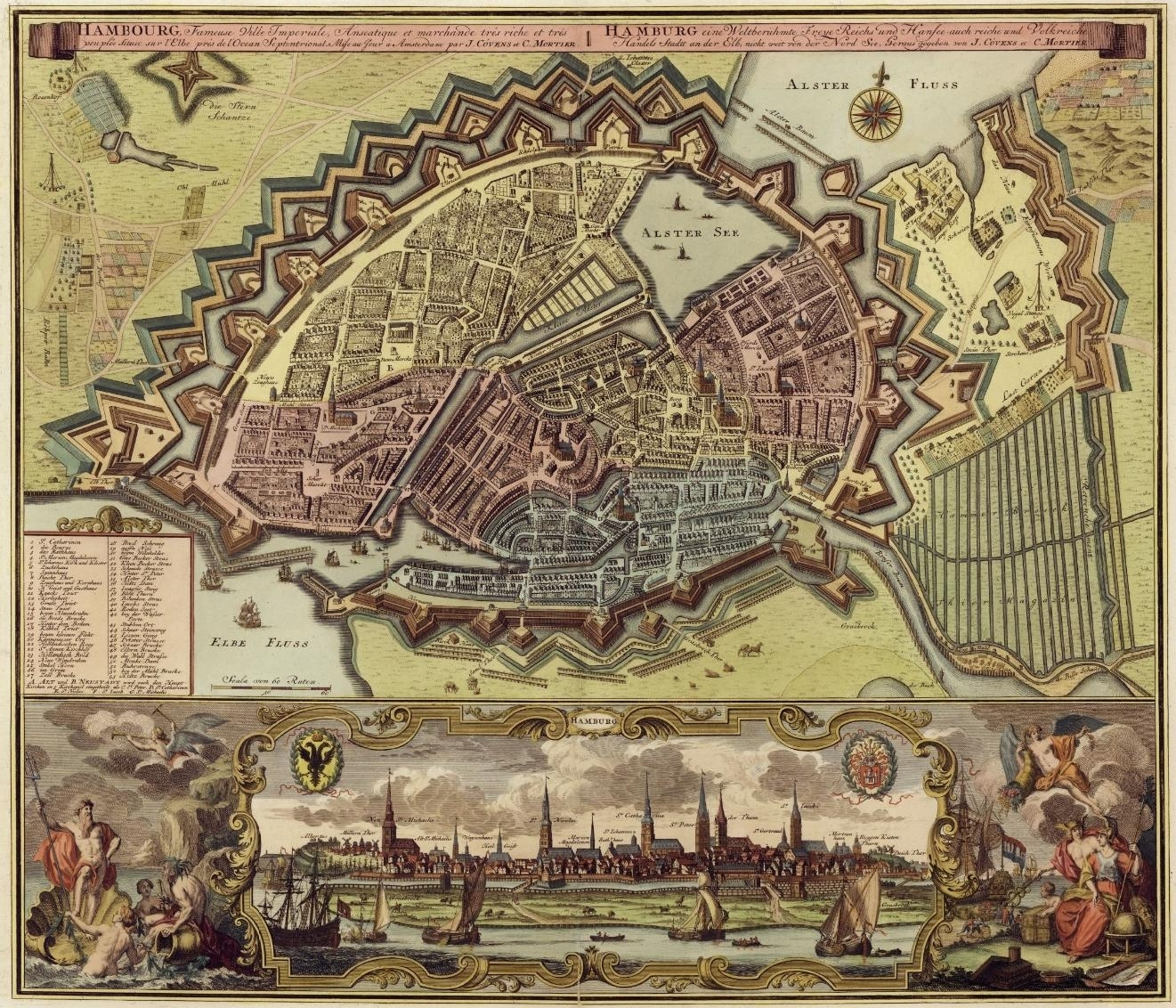
Covens & Mortier, Hamburg, 1730
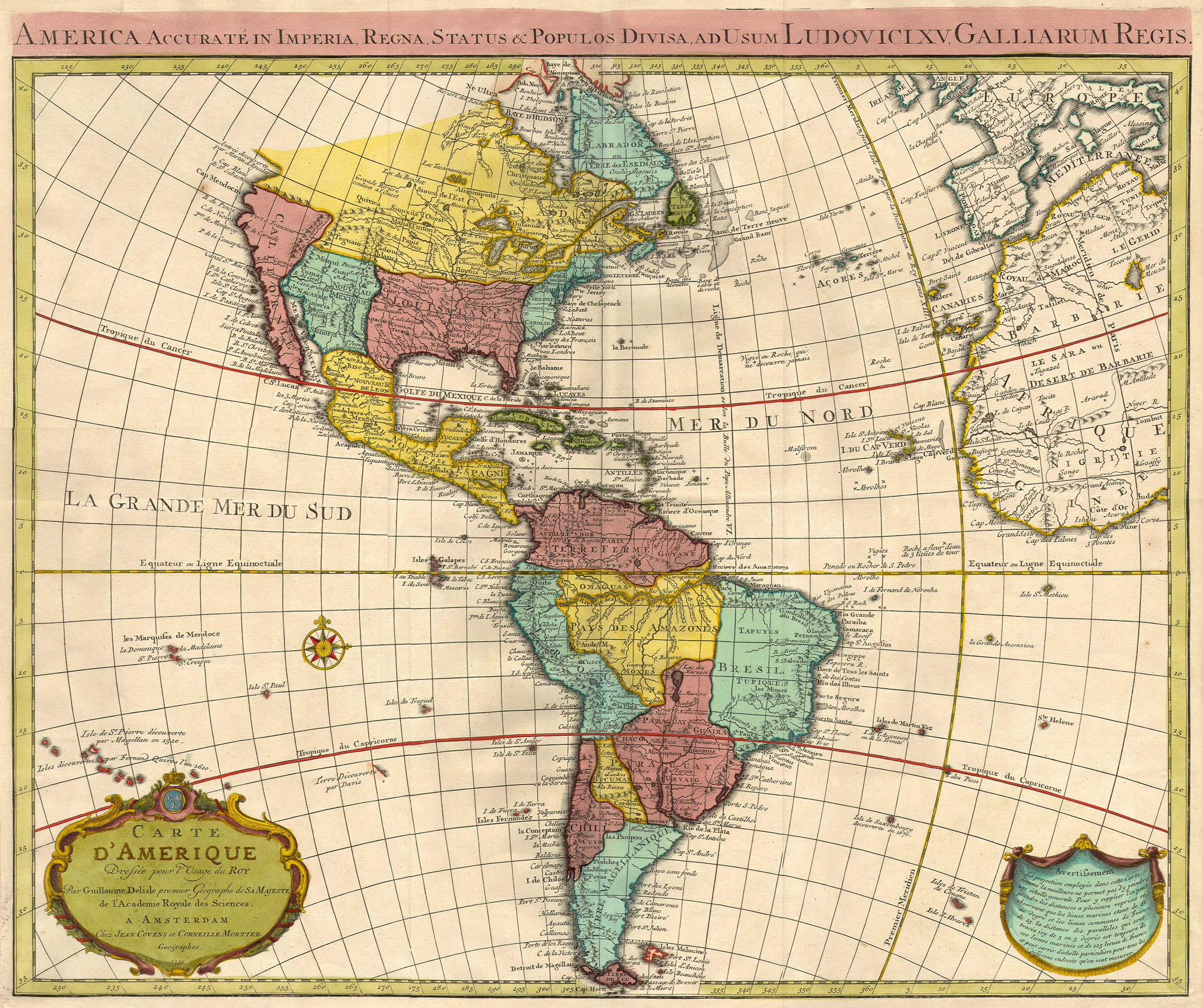
Covens & Mortier, America, 1739
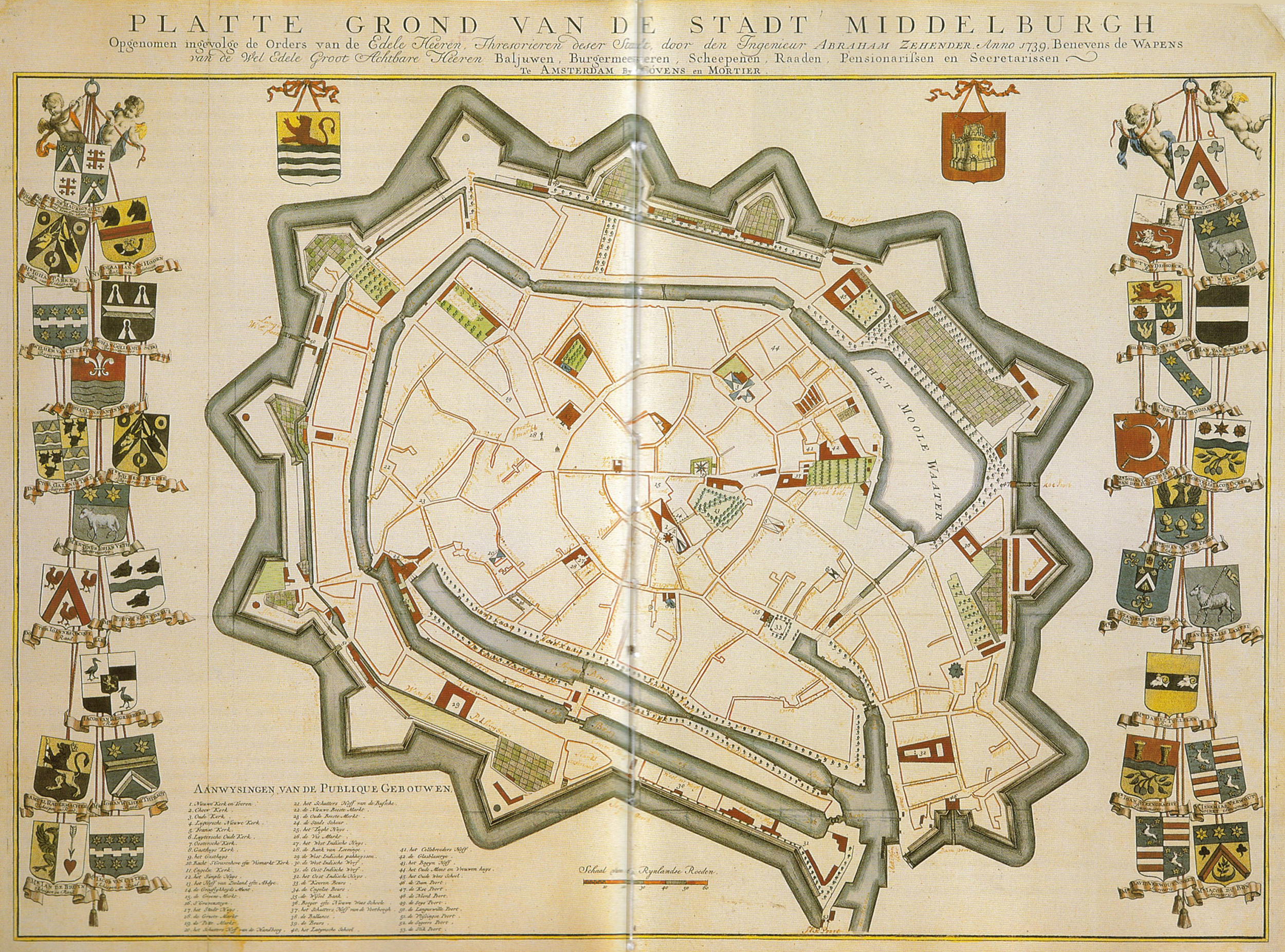
Covens & Mortier, Middelburgh, 1739
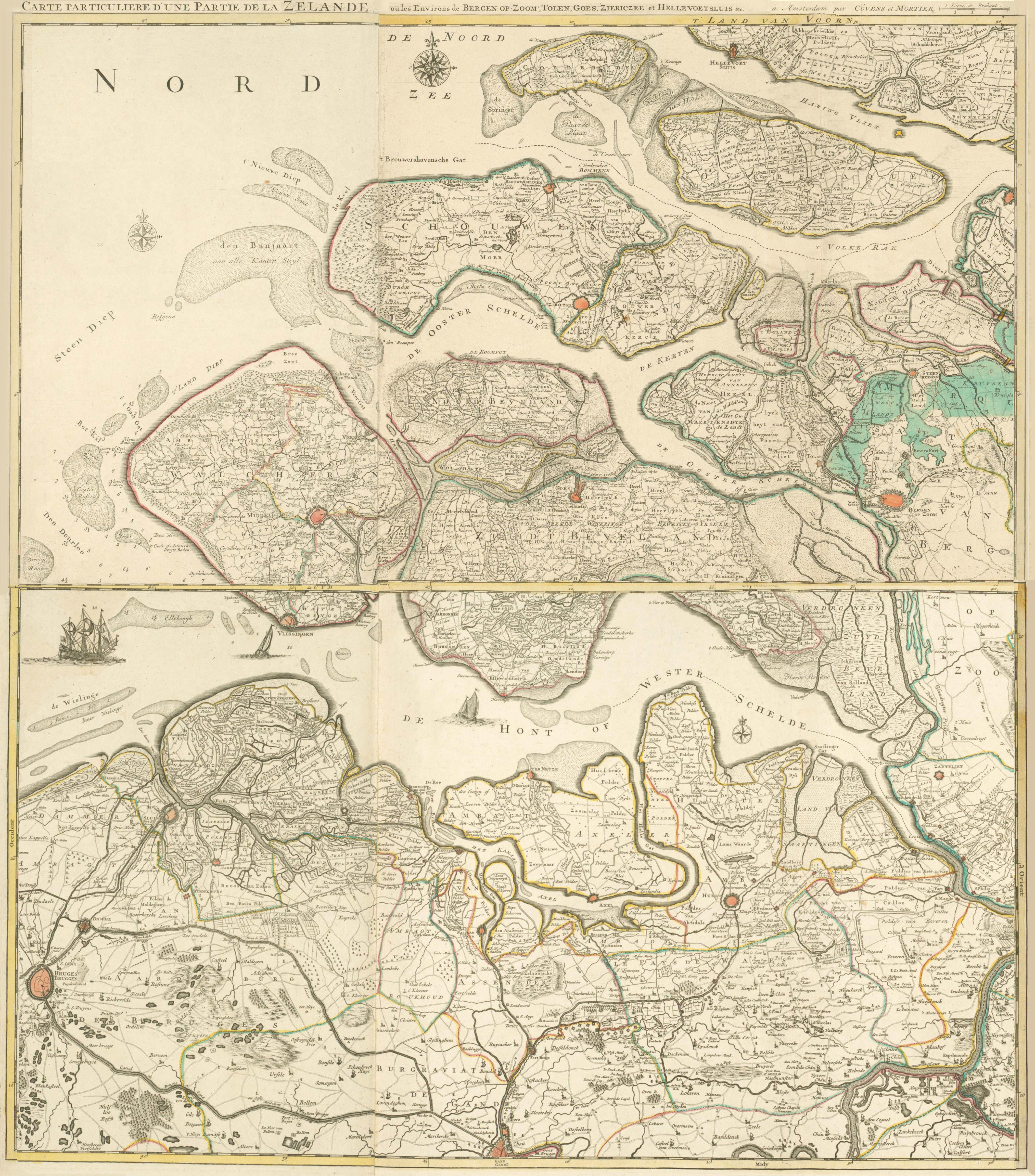
Covens & Mortier, Carte Partuliere de la Zélande, 1748
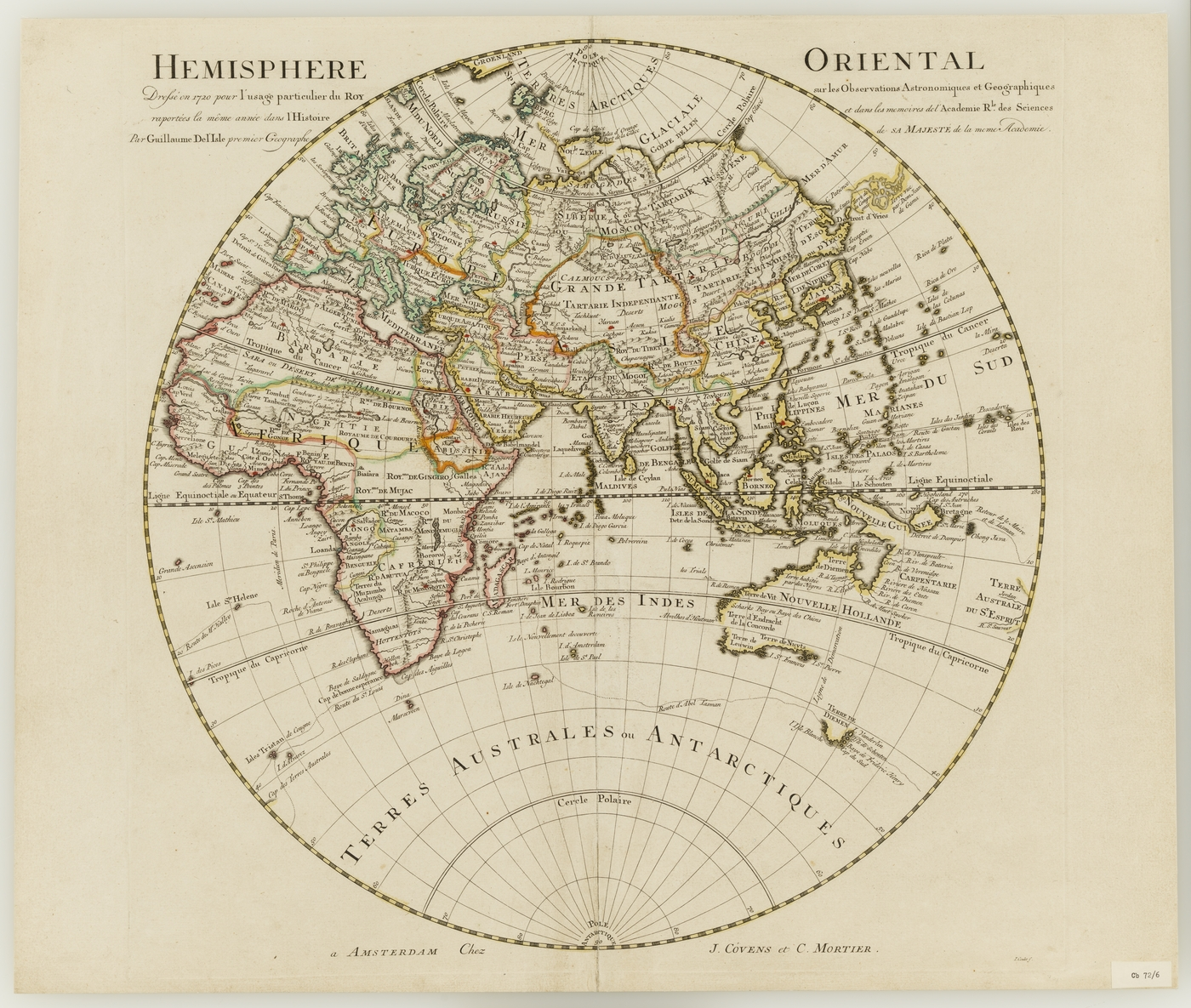
Delisle, Covens & Mortier, Hemisphère, 1770
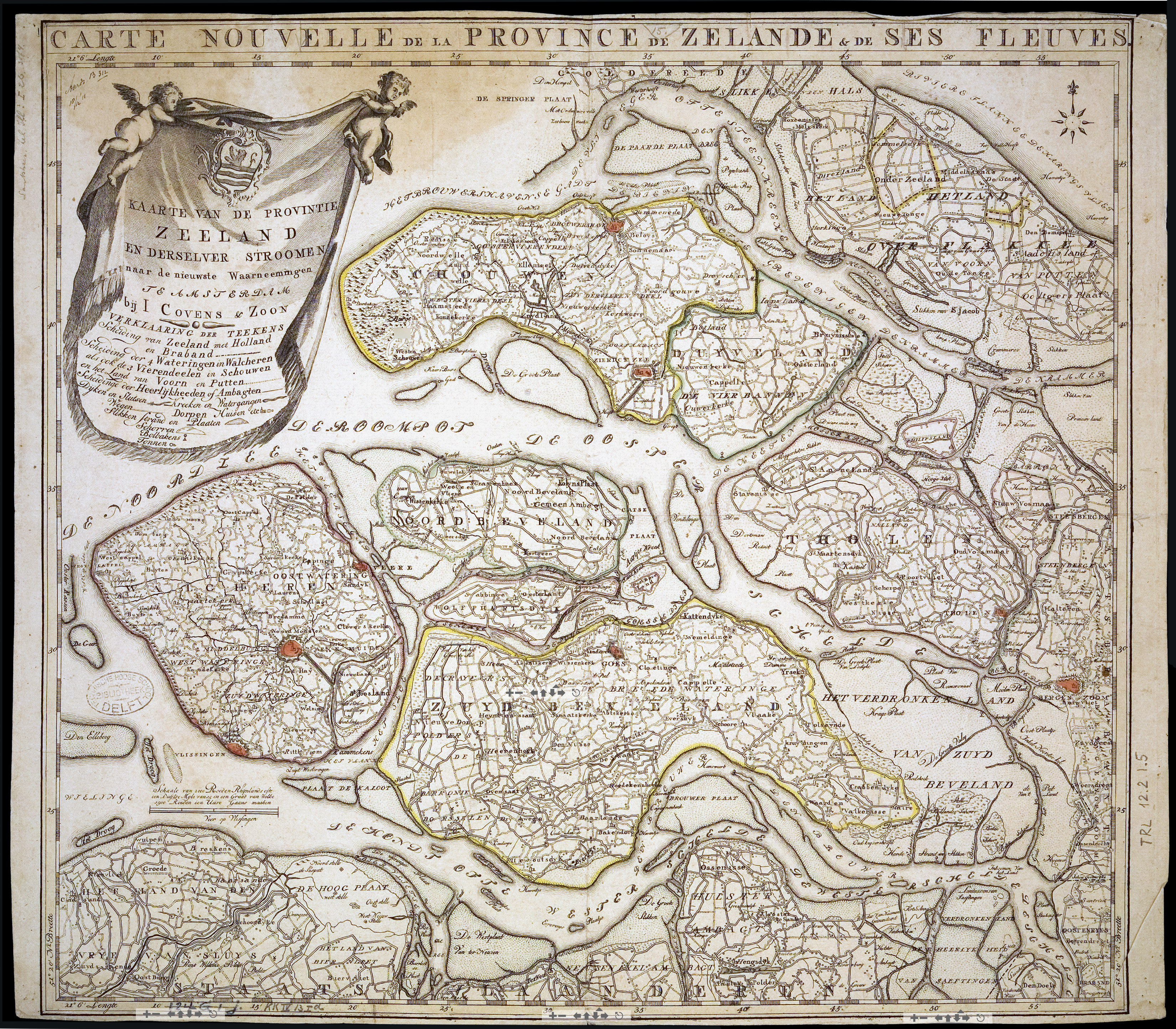
Covens & Fils, Zélande, 1787

## Sources et références
- (nl) Cet article est partiellement ou en totalité issu de l’article de Wikipédia en néerlandais intitulé « Covens en Mortier » (voir la liste des auteurs).
- Advertenties voor kaarten, atlassen, globes e.d. in Amsterdamse kranten 1621-1811; P.C.J. v d Krogt; HES Uitgevers, Utrecht; 1985
- Atlas Maritime, See-Atlas "Le Neptune François" des Pierre Mortier gestochen von Alexis Jaillot 1693; W. Schwarze; Kunst und Wohnen Verlag G.m.b.H.; Wuppertal; 1977
- Covens & Mortier: Productie, organisatie en ontwikkeling van een commercieel-kartografisch uitgevershuis in Amsterdam (1685-1866); M. v Egmond; HES & De Graaf, 't Goy-Houten; 2005
- De Geschiedenis van de cartografie; J. Goss; Zuid Boekprodukties, Lisse; 1994.
- Gesneden en gedrukt in de Kalverstraat; P. v d Brink, J. Werner; HES Uitgevers, Utrecht; 1989.
- Holland in kaart en prent; J.E.A. Boomgaard; Fibula-van Dishoeck, Weesp - Lannoo, Tielt; 1984.
- Kaarten en kaarttekenaars; S.J Fockema Andrea & C. Koeman; Fibula-van Dishoeck, Bussum; 1972
- Spiegel der Wereld; J.J. Vredenberg-Alink; A. Oosthoek's Uitgeversmaatschappij nv, Utrecht; 1969
- Vlaanderen in oude kaarten; J. Bossu; Lannoo, Tielt/Bussum; 1982.
- Zeeland in oude kaarten; F. Gittenberger, H Weiss; Lannoo, Tielt/Bussum; 1983.
- Zelandia Comitatus; D. Blonk, J. Blonk-van der Wijst, Houten, HES & De Graaf; 2010